# Ангел (име)
Ангел је унисекс име које потиче из грчког (грч. αγγελος) и латинског језика и значи „анђео”, односно „посланик”, „посредник”, „преносилац поруке“. Због поистовећивања са анђелом, на енглеском говорном подручју много се чешће користи као срдачан „надимак” малим и добрим девојчицама, него као лично име. Ипак, ово име се најчешће користи у Енглеској као женско, односно у истој земљи, као и у Шпанији и Бугарској као мушко име. У Србији је присутна варијанта имена Ангелина.

## Популарност
Користи се у многим земљама, али пре свега на енглеском говорном подручју (транскрибује се као „Ејнџел”), где се према једном извору у новије време даје чешће девојчицама. Међутим, други извори наводе да је у САД име популарније као мушко и у периоду од 1900. увек је међу првих четиристо, а од 1992. међу првих сто. Као женско име, популарно је тек од 1950-их и међу првих је осамсто, а од 1970-их међу првих двеста, али никада међу првих сто. Имена су популарна и у другим земљама, али као и у САД, женска и мушка варијанта нису једнако популарне у истим земљама. Занимљиво је да је женско име Ангел на Филипинима било на првом месту 2006. године.

## Имендани
Имендан се слави у Бугарској 8. новембра и у Пољској 6. фебруара, 27. августа и 30. октобра.